# Riverside (Kalifornie)
Riverside je americké město na řece Santa Ana v Kalifornii. Nachází se 70 km východně od Los Angeles. Je sídlem okresu Riverside County a součástí metropolitní oblasti Inland Empire.
Riverside má 255 000 obyvatel. Jeho oficiální metropolitní oblast Inland Empire zahrnující okresy Riverside County a San Bernardino County v roce 2000 měla 3,25 milionů obyvatel. Na místním vojenském hřbitově je pohřben účastník protinacistického a protikomunistického odboje a příslušník armády USA Ctirad Mašín.

## Osobnosti města
- Billy Vera (* 1944), zpěvák, skladatel, herec, autor a hudební historik
- Duncan Hunter (* 1948), republikánský politik
- Barry Bonds (* 1964), baseballista
- Garrett Wang (* 1968), herec
- Tyree Washington (* 1976), atlet - sprinter
- Phil Ivey (* 1977), professioneller Pokerspieler
- Amy Lee (* 1981), zpěvačka, skladatelka, textařka a klavíristka, členka skupiny Evanescence
- Mitch Lucker (1984 – 2012), zpěvák
- Ronda Rouseyová (* 1987), judistka
- Alia Shawkat (* 1989), herečka
- Kawhi Leonard (* 1991), basketbalista

## Partnerská města
- Alpignano, Itálie
- Cuautla de Morelos, Mexiko
- Ensenada, Mexiko
- Gangnam-gu, Jižní Korea
- Hajdarábád, India
- Ťiang-men, Čína
- Obuasi, Ghana
- Sendai, Japonsko